# Åke Ohlmarks
Åke Ohlmarks (født 3. juni 1911 i Kristianstad, død 6. juni 1984 i Crist di Niardo, Brescia, Italien) var en svensk religionshistoriker, forfatter og oversætter. Han er i dag kendt som forfatter til bøger om historiske emner, men også som oversætter. Han har blandt andet oversat Shakespeares dramaer, de islandske sagaer og Ringenes Herre til svensk.

## Trykte kilder
- Heinrich, Fritz (1997), "Das religionswissenschaftliche Institut der Ernst Moritz Arndt-Universität Greifswald 1944-1945", i: Zeitschrift für Religionswissenschaft 5, ss 203-230.
- Heinrich, Fritz (2002), Die deutsche Religionswissenschaft und der Nationalsozialismus. Eine ideologiekritische und wissenschaftsgeschichtliche Untersuchung, Petersberg.
- Jarring, Gunnar (1992-1994), Ohlmarks, Åke Joel, i: Svenskt Biografiskt Lexikon Bd. 28, Stockholm, ss 111-117.
- Marell, Anders (1998), Åke Ohlmarks – schwedischer Lektor, Nazimitläufer und/oder Geheimagent?, i: Germanisten 1-3 Jg. 3, ss 93-100.
- Åkerlund, Andreas (2006), "Åke Ohlmarks and the 'Problem' of Shamanism", i: Archaeus. Études d’Histoire des Religions/Studies in the History of Religions, Tome X, fasc. 1-2, s. 201-220.
- Åkerlund, Andreas (2008), "Åke Ohlmarks in the Third Reich. A Scientific Career between Adaptation, Cooperation and Ignorance", i: Horst Junginger (ed.), The Study of Religion under the Impact of Fascism, Leiden, s. 553-574.